# Anton Weichselbaum
Anton Weichselbaum (ur. 8 lutego 1845 w Schiltern, zm. 23 października 1920 w Wiedniu) – austriacki lekarz, patolog i bakteriolog.
Studiował na Uniwersytecie Wiedeńskim, dyplom lekarza otrzymał w 1869 roku w Wiedniu. Wstąpił do wojska jako chirurg i pozostał w służbie do 1878, kiedy to zrezygnował i został privatdozentem na Uniwersytecie Wiedeńskim. W 1885 został mianowany adiunktem, a w 1894 profesorem anatomii patologicznej. Od 1893 do 1916 kierował instytutem anatomii patologicznej Uniwersytetu w Wiedniu. Jego asystentami byli m.in. Karl Landsteiner, Anton Ghon i Josef Kyrle. W 1912-1913 został rektorem uniwersytetu. W 1916 przeszedł na emeryturę.
Weichselbaum w 1887 jako pierwszy zidentyfikował patogen wywołujący zapalenie opon mózgowo-rdzeniowych, który nazwał Diplococcus intracellularis meningitidis (obecnie Neisseria meningitidis). Przedstawił również pierwszy opis miejscowych uszkodzeń kości w zapaleniu stawów. Prowadził badania nad gruźlicą. Był twórcą instytutu pulmonologicznego (Lungenheilstätte) w Alland.

## Wybrane prace
- Der gegenwärtige Stand der Bakteriologie und ihre beziehungen zur praktischen Medizin. [w:] Klinische Zeit- und Streitfragen, Band 1, 1; Wien, 1887.
- Grundriss der pathologischen Histologie. Leipzig-Wien, 1892.
- Über Entstehung und Bekämpfung der Tuberkulose. 1896.
- Parasitologie. In: Handbuch der Hygiene, Band 9; Jena, 1899.
- Epidemiologie. In: Handbuch der Hygiene, Band 9; Jena, 1899.
- Aetiologie der akuten Lungen- und Rippenfellentzündungen.
- Aetiologie der akuten Meningitis cerebro-spinalis.
- Aetiologie und pathologische Anatomie der Endocarditis.
- Diplococcus pneumoniae. [w:] Handbuch der pathogenen Mikroorganismen, Band 3; Jena, 1903.
- Meningokokken. In: Handbuch der pathogenen Mikroorganismen, Band 3; Jena, 1903.
- Pneumokokkenimmunität. In: Handbuch der pathogenen Mikroorganismen, Band 4; Jena, 1904.
- Immunität bei den durch den Micrococcus meningitidis cerebrospinalis (Diplococcus intracellularis meningitidis) verursachten Erkrankungen. [w:] Handbuch der pathogenen Mikroorganismen, Band 4; Jena, 1904.
- Über die Infektionswege der menschlichen Tuberkulose. 1907.
- Über die Beziehungen zwischen Körperkonstitution und Krankheit. 1912.